# ラーマ4世通り

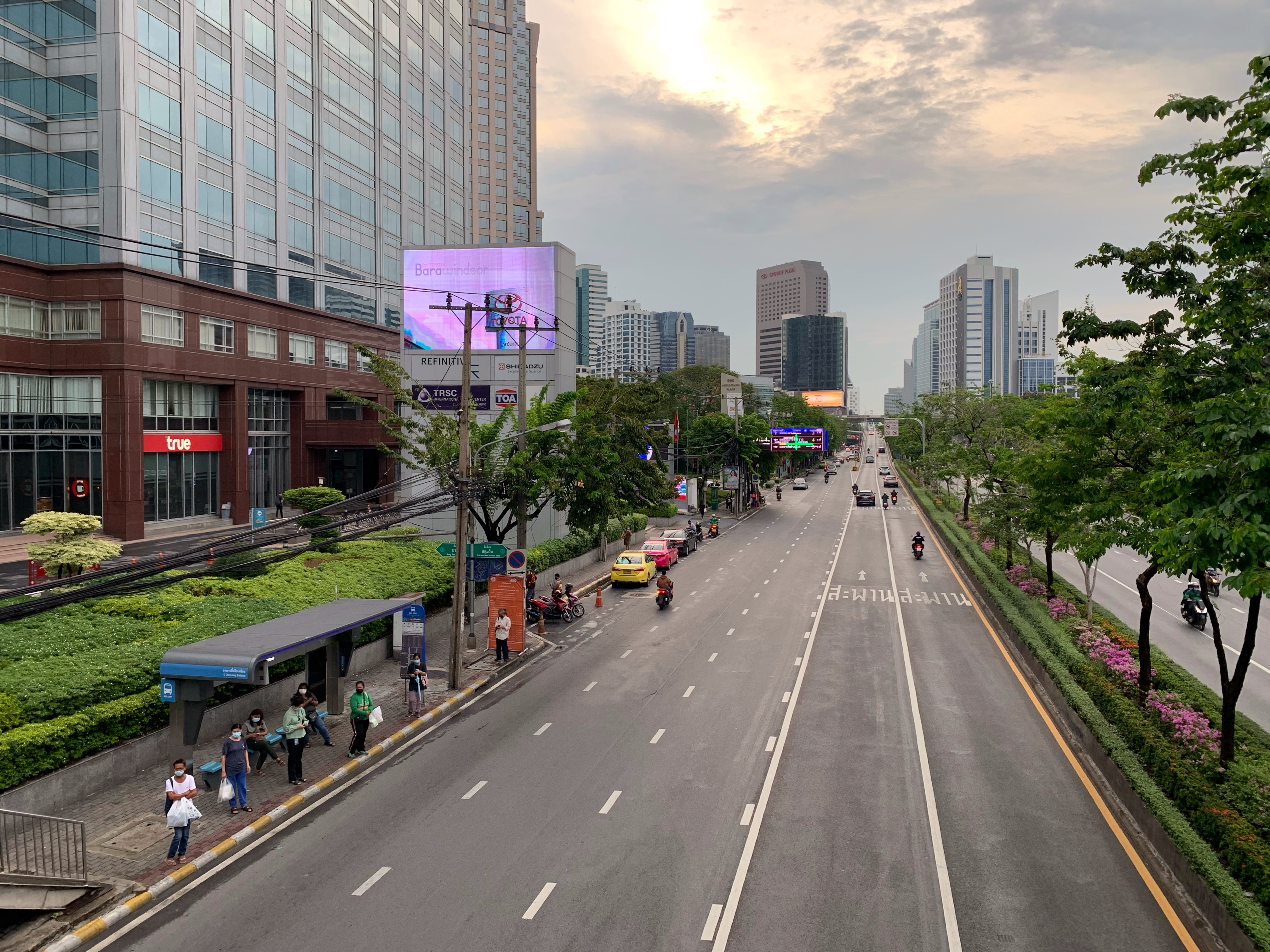
ラーマ4世通り

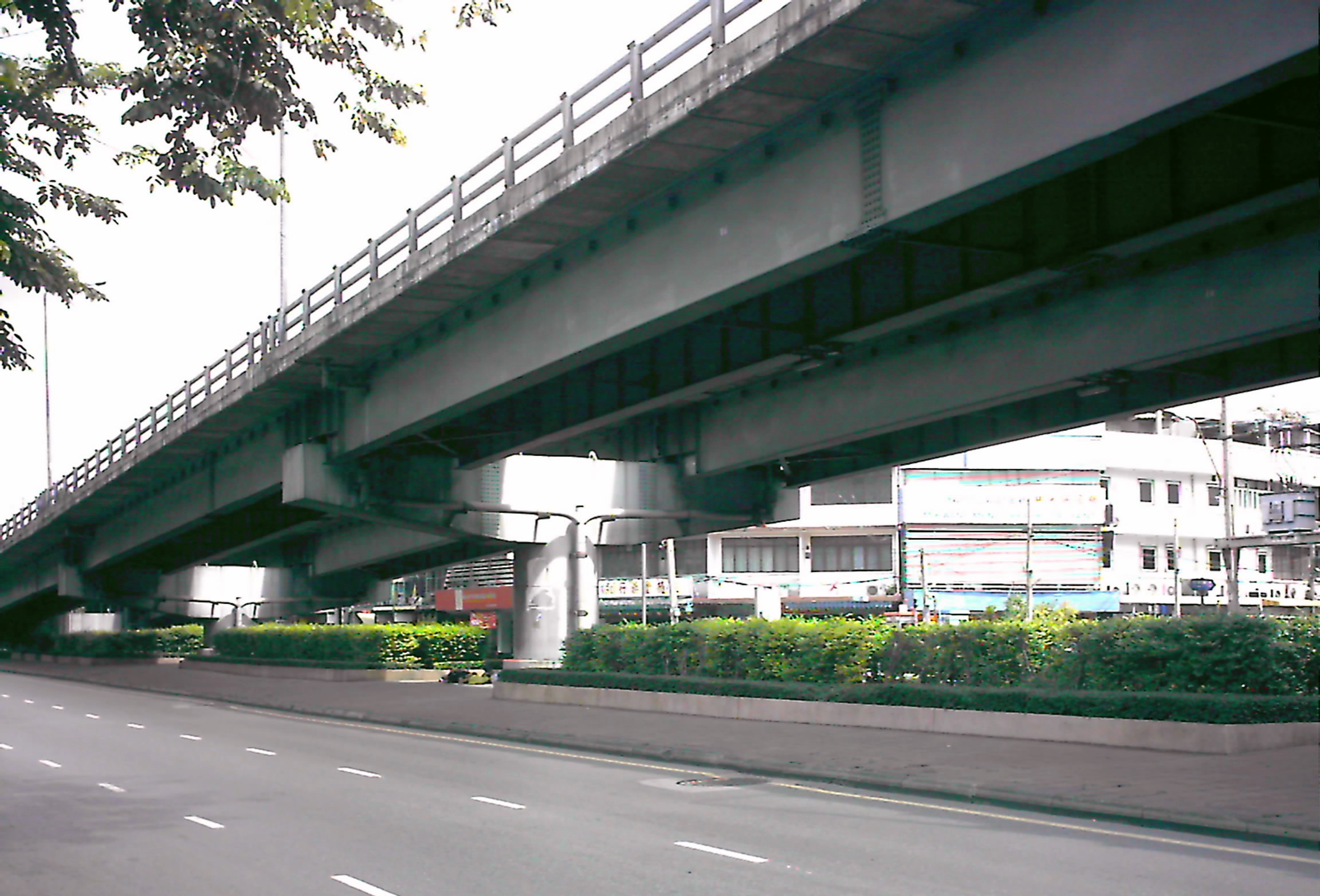
ラーマ4世通り：日タ友情の橋

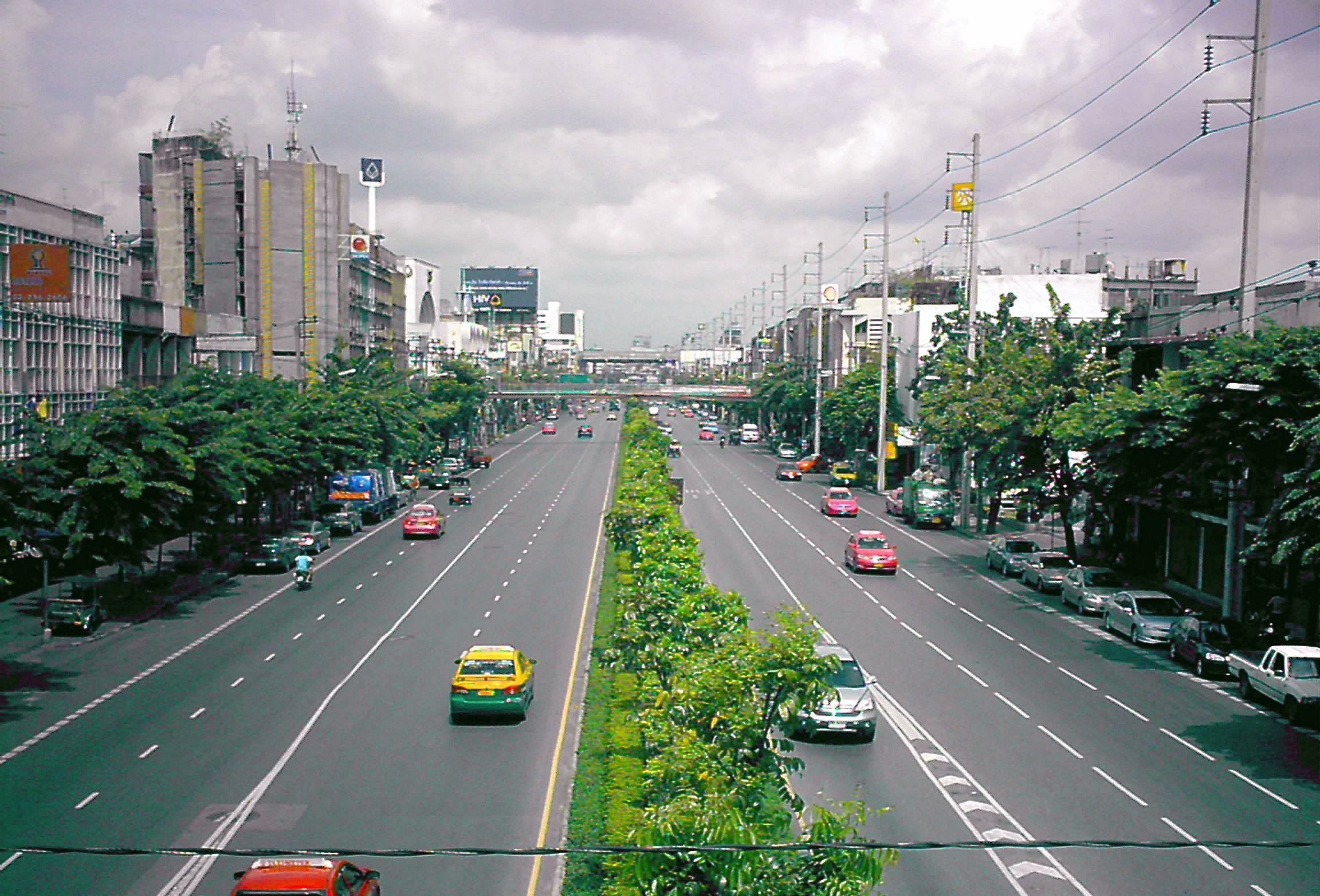
ラーマ4世通り

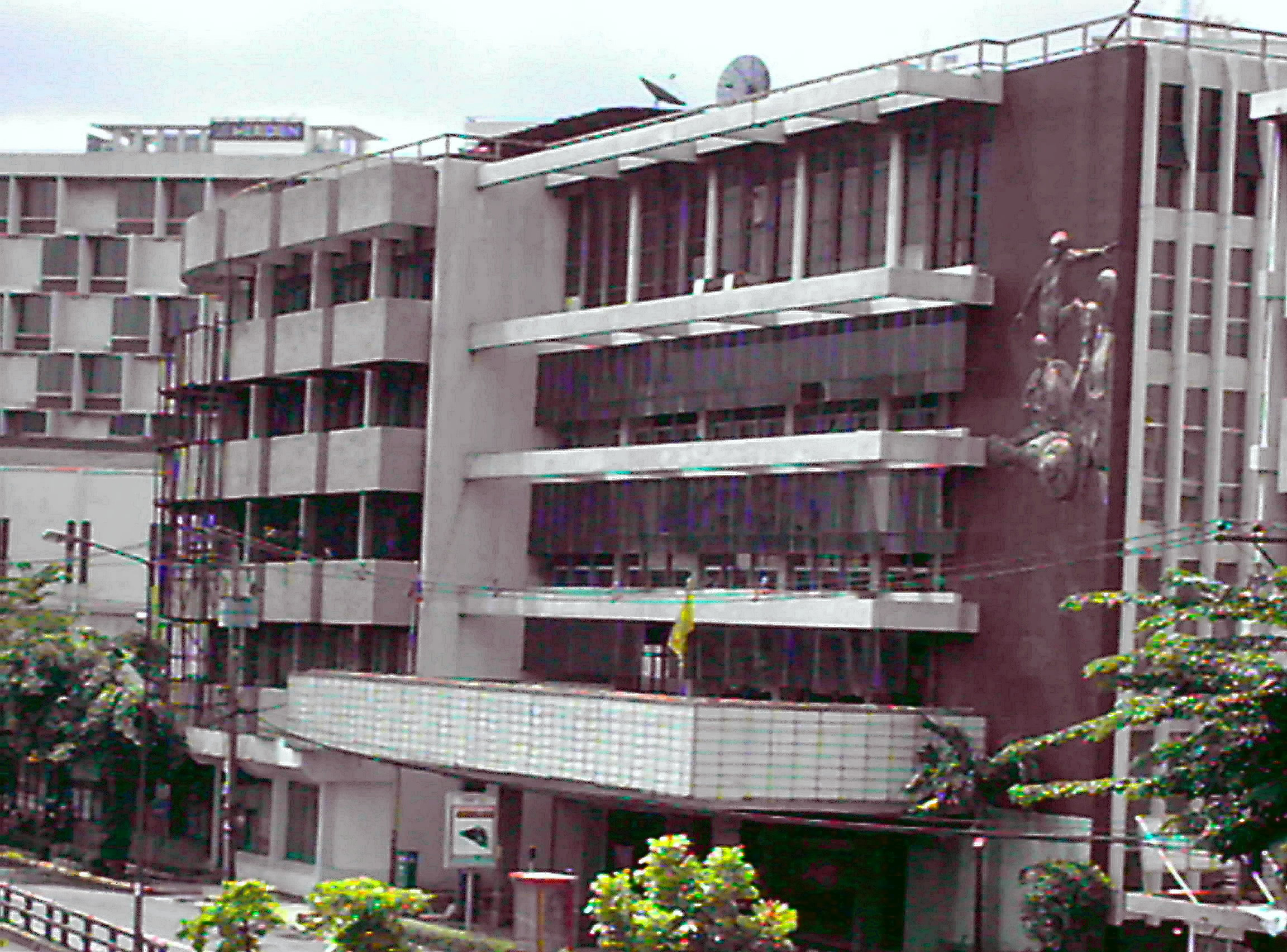
ラーマ4世通り：ラーマシネマ

ラーマ4世通り (ラーマ4せいどおり、ถนนพระรามที่ 4, Thanon Phra Ram Ti Si, Rama IV Road) は、タイのバンコクにある道路。フワランポーン駅から東に向かって延び、シーロム通りやサートン通りと交差しクローントゥーイ駅を越え、プロンポン駅付近から分かれたスクンビット通りのソイ24と交わり、その後プラカノン駅付近でスクンビット通り自体と交わる。バンコク・メトロが開通してから利便性が向上し、駅前や通り周辺では再開発が進む。

## 接続する主な道路
- ヤワラー通り
- チャロンクルン通り
- シーロム通り
- ウィッタユ通り
- サートン通り
- ラーチャダムリ通り
- パヤータイ通り
- スクムウィット通り
- シープラヤー通り
- スラウォン通り

## 接続する駅・路線
- フワランポーン駅～クローントゥーイ駅　（バンコク・メトロ）

## 周辺にある施設
- フワランポーン駅
- マンダリン・ホテル
- ルンピニー公園
- ルンピニー・スタジアム
- チュラロンコーン病院
- スネークファーム（毒蛇研究所）
- テスコ・ロータス
- カルフール

座標: 北緯13度43分50.04秒 東経100度32分03.1秒 / 北緯13.7305667度 東経100.534194度